# Брежнев, Михаил Александрович
Михаил Александрович Брежнев (26 октября 1918 — ноябрь 1973) — советский государственный деятель, инженер, организатор производства.

## Биография
Родился 26 октября 1918 года  в г. Ряжске, Рязанской области.
Окончил МВТУ им. Баумана в 1941 году. Работал на заводе № 92 наркомата вооружения в должностях от конструктора до главного инженера — заместителя директора. Во время Великой Отечественной войны участвовал в создании новых видов артиллерийского вооружения.
С 1954 г. директор Кунцевского радиотехнического завода (завод № 304, Кунцево).
С 1960 г. начальник Главного планово-производственного управления по оборонным отраслям СНХ РСФСР. С 1962 начальник ГСУ СНХ РСФСР.
С 1965 заместитель министра общего машиностроения СССР (курировал системы управления и приборостроение ракетной отрасли).
Похоронен на Новодевичьем кладбище, 7 участок.

## Награды
- орден Ленина (1958 г.),
- 6 орденов Трудового Красного Знамени  (1945, 1948, 1954, 1961, 1966, 1971 гг.)
- Государственная премия СССР